# Jeunesse Sportive de Kabylie
La Jeunesse Sportive de Kabylie (francese per "giovinezza sportiva della Cabilia", in berbero: Ilmeẓyen n addal leqbayel), nota anche con la sigla JSK (pronuncia: ji-es-ka), è una società di calcio di Tizi-Ouzou, capoluogo della Cabilia, in Algeria. Milita nella Ligue 1, la massima divisione del campionato algerino di calcio.
È la squadra più titolata d'Algeria, avendo vinto 14 campionati algerini, 5 Coppe d'Algeria, una Coppa della Ligue e una Supercoppa d'Algeria, oltre a 2 Coppe dei Campioni d'Africa/CAF Champions League, una Coppa delle Coppe d'Africa, 3 Coppe CAF e una Supercoppa CAF. 
I colori sociali sono il giallo e il verde. I giocatori e i sostenitori della squadra sono chiamati anche "i canarini".

## Storia

### Prima dell'indipendenza
Il club nacque nel 1928 come RC Kabylie e fu la prima associazione calcistica sportiva cabila di Tizi-Ouzou, il governo coloniale francese ostacolò il processo di formazione del club che si completò nel 1946 quando cambiò il nome in JS Kabylie. Il club iniziò a giocare nel settimo livello del campionato algerino venendo subito promosso nella divisione superiore, nel 1950 arriva a giocare nel quinto livello nazionale per poi arrivare fino al quarto livello; lo scoppio della rivoluzione porta il club a cessare l'attività.

### Dopo l'indipendenza
L'attività del club riprese nel 1962. La squadra guadagnò subito l'accesso alla terza serie e vi rimase fino al 1968, quando raggiunse la seconda divisione; la stagione successiva fu un successo e il club raggiunse per la prima vota la massima serie. Nel 1973, guidato dall'allenatore rumeno Virgil Popescu, vinse per la prima volta il campionato algerino, concluso con 69 punti, per poi aggiudicarsi nuovamente il titolo nel 1974, 1977 e 1980. Nel 1981 il club salì sul trono d'Africa: dopo aver eliminato ai quarti di finale la Dynamos Harare, squadra dello Zimbabwe, si qualificò direttamente alla finale perché gli egiziani dell'Al-Ahly si ritirarono dopo l'assassinio del loro presidente: in finale il JS Kabylie ebbe la meglio sul Vita Club, formazione dell'allora Zaire, con un 5-0 complessivo. Dopo questo successo, il JSK si confermò campione d'Algeria nel 1982, 1983, 1985, 1986 e nel 1989. Giocatore emblema di questo periodo di successi fu Mouloud Iboud, in forza ai canarini dal 1970 al 1984.

### 1990-2003: ribalta continentale
Nel 1990 il club fu incoronato per la seconda volta campione d'Africa battendo ai rigori gli zambiani dello Nkana Red Devils. Nel 1993 giocò per la prima volta la Coppa delle Coppe d'Africa, venendo eliminato dall'Africa Sports National con un 4-1 complessivo. Il 1995 fu uno dei migliori anni del club, che, guidato da Djamel Menad (vincitore nel 1990 della Coppa d'Africa con l'Algeria), vinse l'undicesimo titolo nazionale e la Coppa delle Coppe d'Africa contro il Julius Berger di Lagos con un 3-2 complessivo. Dopo alcune stagioni deludenti, il club vincerà per tre anni consecutivi la Coppa CAF, battendo in finale l'Ismaily (1-1), l'Étoile du Sahel (2-2) e il Tonnerre Yaoundé (4-1).

### Il rinnovamento nazionale
Nel 2004 il JSK ritornò a trionfare in campionato, festeggiando il titolo che mancava da nove anni. Rivinse il campionato anche nel 2006, anno in cui raggiunse i quarti di finale di CAF Champions League, piazzamento ottenuto l'anno successivo. Nel 2009 si aggiudicò il quattordicesimo titolo e soprattutto la semifinale della CAF Champions League del 2010.
Nel 2010 il JS Kabylie divenne, come le altre compagini algerine, un club professionistico.

### La morte di Ebossé Bodjongo
Il 23 agosto 2014, alla seconda partita stagionale, durante un incontro con l'USM Alger, l'attaccante camerunese venticinquenne Albert Ebossé Bodjongo segnò un gol su calcio di rigore; la gara si concluse con una sconfitta da parte dei padroni di casa e il pubblico casalingo causò scontri di ogni genere sugli spalti. Alla fine della partita i tifosi lanciarono in campo vari oggetti all'indirizzo degli atleti che stavano cercando rifugio verso gli spogliatoi; l'attaccante camerunese fu raggiunto alla testa da una pietra che gli provocò un trauma cranico e, dopo essere stato trasportato all'ospedale di Tizi Ouzou, morì nel volgere di qualche ora.

## La rivendicazione identitaria berbera
Per molto tempo, negli anni settanta, quando in Algeria imperversava una dura politica di arabizzazione ed ogni manifestazione di cultura berbera era aspramente repressa, il tifo organizzato per la JSK ha rappresentato l'unica espressione possibile delle aspirazioni dei cabili (la sigla veniva anche "riletta" come Je Suis Kabyle "io sono cabilo"). In particolare quando, il 19 giugno 1977, alla presenza di Boumediène (arabo Bū Midyan), la Jeunesse Sportive de Kabylie vinse la Coppa d'Algeria contro il Nahd, il tifo dei sostenitori cabili allo stadio di Algeri fu la prima grande denuncia pubblica della repressione culturale dei berberi in un'epoca in cui ogni manifestazione di dissenso era vietata con la massima severità.
Il potere ricorse ad ogni mezzo per contrastare questo movimento non solo sportivo, arrivando a cambiare il nome alla squadra prima in Jeunesse Sportive Kawkabi (1977-1978) per far sparire il nome della Cabilia, e poi in J.E.T., Jeunesse Éléctronique de Tizi-Ouzou (1978-1990), ma anche quest'ultima sigla venne "reinterpretata" dai Berberi come Jugurtha Existe Toujours, "Giugurta esiste sempre").
In tempi successivi, con aperture politiche sempre maggiori, i berberi esprimono in altre sedi le loro rivendicazioni, ma l'affetto per questa squadra tra tutti i cabili è rimasto immutato.
A conferma di questa forte identificazione della squadra con la lotta per l'affermazione della cultura berbera, quasi tutti i cantautori cabili più "impegnati" hanno nel loro repertorio almeno una canzone intitolata alla JSK o comunque ne parlano nelle loro canzoni (tra gli altri, Lounis Ait Menguellet, Boudjema Agraw, Lounès Matoub, Massa Bouchafa, Oulahlou).

## Palmarès

### Competizioni nazionali
- Campionato algerino: 14  (record)

1973, 1974, 1977, 1980, 1982, 1983, 1985, 1986, 1989, 1990, 1995, 2004, 2006, 2008
- Coppa di Algeria: 5

1977, 1986, 1992, 1994, 2011
- Coppa dei Campionato: 1

2021
- Supercoppa di Algeria: 1

1992
- Ligue 2: 1

1968-1969

### Competizioni internazionali
- CAF Champions League: 2

1981, 1990
- Coppa delle Coppe d'Africa: 1

1995
- Coppa CAF: 3  (record)

2000, 2001, 2002
- Supercoppa CAF: 1

1982

### Altri piazzamenti
- Campionato algerino:

Secondo posto: 1978, 1982, 1984, 1987, 2001-2002, 2004-2005, 2006-2007, 2008-2009, 2013-2014, 2018-2019, 2022, 2025
Terzo posto: 2000-2001, 2009-2010, 2015-2016
- Coppa di Algeria:

Finalista: 1979, 1991, 1999, 2004, 2014, 2018
- CAF Champions League:

Semifinalista: 1984, 1996, 2010
- Coppa della Confederazione CAF:

Finalista: 2020-2021
- Supercoppa CAF:

Finalista: 1996
- Coppa dei Campioni del Maghreb: Coppa UNAF

Finalista: 1974
Semifinalista: 1975,2008

## Allenatori celebri
- Virgil Popescu
- Petre Mândru
- Alexandru Moldovan
- Hugo Broos
- Franck Dumas
- Hubert Velud

## Rivalità
- JSM Béjaïa
- USM Alger
- MC Alger
- ES Sétif

## Organico

### Rosa
Aggiornata al 22 gennaio 2020.
| N. |                    | Ruolo | Calciatore               |
| -- | ------------------ | ----- | ------------------------ |
| 2  | Algeria (bandiera) | D     | Ahmed Ait Abdessalem     |
| 3  | Algeria (bandiera) | A     | Zakaria Boulahia         |
| 4  | Algeria (bandiera) | D     | Bilal Tizi Bouali        |
| 6  | Algeria (bandiera) | C     | Ammar El Orfi            |
| 7  | Algeria (bandiera) | A     | Mohamed Benchaira        |
| 8  | Algeria (bandiera) | C     | Juba Oukaci              |
| 9  | Algeria (bandiera) | A     | Hamza Banouh             |
| 10 | Algeria (bandiera) | C     | Abdessamed Bounoua       |
| 11 | Algeria (bandiera) | A     | Rezki Hamroune           |
| 12 | Tunisia (bandiera) | C     | Oussama Darragi          |
| 14 | Libia (bandiera)   | C     | Mohamed Abdussalam Tubal |
| 15 | Algeria (bandiera) | A     | Massinissa Nezla         |
| 17 | Algeria (bandiera) | C     | Lyes Renai               |
| 19 | Algeria (bandiera) | C     | Malik Raiah              |

| N. |                    | Ruolo | Calciatore              |
| -- | ------------------ | ----- | ----------------------- |
| 23 | Algeria (bandiera) | A     | Racim Mebarki           |
| 26 | Algeria (bandiera) | D     | Badreddine Souyad       |
| 27 | Algeria (bandiera) | A     | Merouane Loucif         |
| 28 | Algeria (bandiera) | A     | Rédha Bensayah          |
| 29 | Kenya (bandiera)   | A     | Masoud Juma             |
| 30 | Algeria (bandiera) | P     | Oussama Benbot          |
| -  | Algeria (bandiera) | P     | Abdelatif Ramdane       |
| -  | Algeria (bandiera) | A     | Hadj Habib Saïd Fellahi |
| -  | Algeria (bandiera) | A     | Chaker Kaddour Chérif   |
| -  | Algeria (bandiera) | D     | Abdelmoumen Chikhi      |
| -  | Algeria (bandiera) | C     | Aziz Benabdi            |
| -  | Algeria (bandiera) | C     | Mehdi Ferrahi           |
| -  | Algeria (bandiera) | C     | Houdeifa Arfi           |
| -  | Algeria (bandiera) | D     | Ahmed Kerroum           |